# Stéphane Horel
Pour les articles homonymes, voir Horel.
Stéphane Horel est une journaliste et réalisatrice de documentaires française née en 1976. Collaboratrice du Monde, elle a réalisé plusieurs enquêtes sur les conflits d'intérêts et les lobbys.

## Biographie
Diplômée du Centre de formation des journalistes (CFJ) en 1999[source insuffisante], elle a travaillé dans diverses rédactions de la presse écrite (Le Monde, AOC, Le Vrai Papier Journal, Le Canard enchaîné)[source insuffisante] et pour des chaînes de télévision (Arte, France 5) avant de consacrer la majeure partie de son activité à des enquêtes indépendantes.
En 2004, elle signe son premier documentaire, qui prétend lier la pandémie de sida à la contamination d'un vaccin expérimental contre la poliomyélite à la fin des années 1950. Ce documentaire est dénoncé des scientifiques et les associations, qui rappellent que cette thèse a été infirmée par de nombreux travaux publiés dans des revues à comité de lecture.

### Distinctions
Stéphane Horel a notamment reçu un Laurel (Laurier) de la Columbia Journalism Review pour une enquête sur les conflits d'intérêts de 19 scientifiques qui avaient attaqué ce projet de réglementation, ainsi que le prix Louise Weiss du journalisme européen en 2015 pour son ouvrage sur le sujet. Elle a aussi collaboré régulièrement avec le Corporate Europe Observatory, une association de recherche-action sur le lobbying industriel au niveau européen.
En 2018, elle est récompensée avec Stéphane Foucart par l'European Press Prize (Prix européen du journalisme d'enquête), pour leur série sur les « Monsanto Papers » publiée dans Le Monde. En 2023, elle est récompensée par la conférence européenne sur le tabac et la santé pour son travail sur les fausses organisations d'utilisateurs de vapoteuses.
Elle reçoit le prix 2024 de la journaliste scientifique remis par la Fédération européenne pour le journalisme scientifique.

## Axes de travail

### Travail sur le lobbying
Stéphane Horel écrit notamment sur l’emprise des intérêts privés sur l’intérêt général, les conflits d'intérêts et le lobbying. Selon elle, les lobbys « sont devenus des acteurs incontournables de la vie démocratique » bien qu’ils n’aient aucune légitimité électorale.
Son travail sur le lobbying de l'industrie chimique et des pesticides sur les projets européens de réglementation des perturbateurs endocriniens lui a valu une certaine notoriété. Elle montre que la Commission européenne recopie parfois des textes écrits par des lobbies[source insuffisante]. Selon elle, les acteurs de la régulation se croient immunisés contre le lobbying et les tentatives d'influence des industriels, qui en retour jouent sur leur naïveté.

### Controverses autour desGardiens de la raison
En 2020, Stéphane Foucart et Stéphane Horel, ainsi que le sociologue Sylvain Laurens, publient l'ouvrage Les Gardiens de la raison : Enquête sur la désinformation scientifique enquêtant sur les nouvelles formes de lobbying à l'heure d'internet, menées selon les auteurs par certains industriels et entrainant de nombreux acteurs du monde de la vulgarisation scientifique. Le livre suscite de nombreuses réactions dès sa sortie, de la part des personnes incriminées, mais aussi des médias,.

## Ouvrages
- 2008 : La Grande invasion. Enquête sur les produits qui intoxiquent notre vie quotidienne, Éditions du Moment  (ISBN 978-2-35417-011-0).
- 2010 : Les Médicamenteurs, Éditions du Moment  (ISBN 978-2-35417-068-4).
- 2015 : Intoxication. Perturbateurs endocriniens, lobbyistes, eurocrates : une bataille d'influence contre la santé, Éditions La Découverte  (ISBN 978-2-7071-8637-9)[15].
- 2018 : Lobbytomie. Comment les lobbies empoisonnent nos vies et la démocratie, Éditions La Découverte  (ISBN 978-2-70719-412-1).
- 2020 : Les gardiens de la raison. Enquête sur la désinformation scientifique, avec Stéphane Foucart et Sylvain Laurens, Éditions La Découverte  (ISBN 978-2-3480-4615-5)[16],[17].

## Films documentaires
- 2004 : Les origines du sida, 90 min, France 2, documentaire controversé[18],[3].
- 2005 : Drogues et cerveau, série documentaire, Arte[19].
- 2007 : Les grands-mères courage, reportage, Arte.
- 2008 : Les médicamenteurs, documentaire de 52 min pour France 5, production Beau comme une image. Avec Annick Redolfi et Brigitte Rossigneux. Le film a reçu une étoile de la SCAM en 2010.
- 2010 : La grande invasion, documentaire de 52 min pour France 5, production Mosaïque Films.
- 2011 : À qui profite le cuivre? documentaire de 52 min pour France 5, production Yami 2[20],[21].
- 2012 : Les alimenteurs, documentaire de 52 min pour France 5, production Beau comme une image. Avec Brigitte Rossigneux[22],[23].
- 2014 : Endoc(t)rinement, documentaire de 52 min pour France 5, production What's Up Films.